# Manguenda I
Manguenda I est un village de la région du Centre du Cameroun, situé dans la commune de Bot-Makak. 

## Population et développement
En 1962, la population de Manguenda I était de 118 habitants. La population de Manguenda I était de 247 habitants, lors du recensement de 2005. La population est constituée pour l’essentiel de Bassa.  